# Grande Rosario

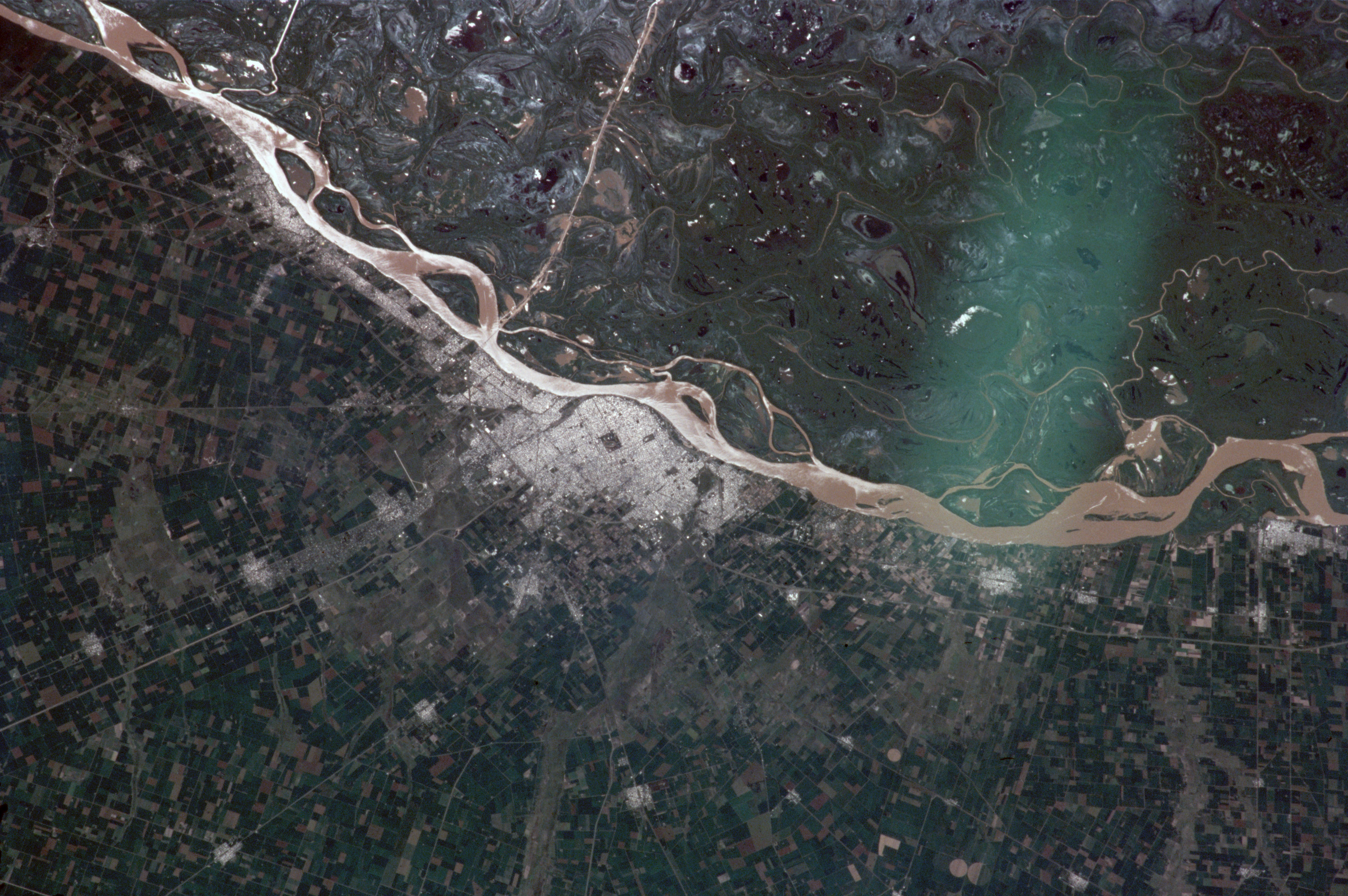
La Grande Rosario dalla Stazione spaziale internazionale

Si denomina Grande Rosario l'agglomerato, o conurbazione, creatosi come conseguenza dell'espansione della città di Rosario nel dipartimento di San Lorenzo ed in quello di Rosario.
A partire dal 2004 con l'apertura del Ponte Rosario-Victoria, la Grande Rosario si estende anche verso est, al di là del fiume Paraná e delle isole della provincia di Entre Ríos. Verso nord raggiunge una estensione maggiore, fondendosi con varie località fino a Puerto General San Martín, a 27 km dal centro di Rosario; ad ovest si estende fino alla località di Roldán, a 21 km, e a sud fino alla città di Villa Gobernador Gálvez (quest'ultima è la più popolata della conurbazione), a circa 9 km dal centro della città. Più a sud si osserva un incipiente processo di conurbazione verso le località di Alvear e Pueblo Esther.
Il maggiore sviluppo al nord viene dato dalla presenza di una serie di porti sul fiume Paraná, del quale il Porto General San Martín è l'ultimo con acqua profonde. Ad ovest, al contrario, sono città che sono rimaste alla stregua di vie di accesso alla città.

## Popolazione
Aveva 1.161.188 nel 2001 (INDEC), il che significa un incremento del 3,8% rispetto al precedente censimento del 1991 (1.118.905 abitanti). È la terza conurbazione più popolata del paese (dopo la Grande Buenos Aires e l'area metropolitana di Córdoba), e la prima della provincia di Santa Fe.
Dentro la Grande Rosario la città di Rosario (la più popolata) concentra il 78% del totale, mentre Villa Gobernador Gálvez (la seconda) rappresenta il 6% del totale (74.664 abitanti).
| Città                     | Dipartimento | Popolazione (2001) | Popolazione (1991) |
| ------------------------- | ------------ | ------------------ | ------------------ |
| Rosario                   | Rosario      | 908.163            | 907.718            |
| Villa Gobernador Gálvez   | Rosario      | 74.658             | 63.078             |
| San Lorenzo               | San Lorenzo  | 43.039             | 40.535             |
| Granadero Baigorria       | Rosario      | 32.249             | 21.915             |
| Capitán Bermúdez          | San Lorenzo  | 26.914             | 25.944             |
| Pérez                     | Rosario      | 23.578             | 20.131             |
| Funes                     | Rosario      | 14.552             | 8.270              |
| Fray Luis Beltrán         | San Lorenzo  | 14.293             | 11.812             |
| Roldán                    | San Lorenzo  | 11.252             | 9.013              |
| Puerto General San Martín | San Lorenzo  | 10.500             | 8.906              |
| Soldini                   | Rosario      | 1.990              | 1.583              |